# Дан Ейтан
Дан Ейтан (івр. דן איתן; 1931, Ейн-Шемер, Підмандатна Палестина — 12 січня 2023) — ізраїльський архітектор. Автор проєктів забудови міст й окремих районів в Ізраїлі (зокрема Єрусалим і Тель-Авів) і в Ірані, висотних офісних комплексів, корпусів в університетських містечках, Тель-Авівського музею мистецтв, професор Техніона (Хайфа). Лавреат Державної премії Ізраїлю (2019) та національних професійних нагород.

## Біографія
Народився 1931 року в кібуці Ейн-Шемер в Галілеї, в 4 роки переїхав з батьками до Тель-Авіву, де в 9 років став одним з небагатьох, які вижили під італійським бомбардуванням, в якому загинуло 117 осіб. У 16 років пішов на курси командирів відділень, після проголошення незалежності Ізраїлю був призваний до лав «Гаґани» та ніс вартову службу, насилу закінчивши школу.
До 19 років вирішив займатися архітектурою і вступив до Техніону. У роки навчання під час канікул працював в архітектурній фірмі Зеева Рехтера. Після закінчення Техніона проходив стажування у Фінляндії, де провів пів року в рамках програми обміну студентами, і після повернення до Ізраїлю приєднався до фірми Дова Кармі. У цій компанії працював над проєктом палацу культури.
У 1955 та 1956 роках завоював дві перші премії на конкурсах проєктів житла в Хайфі та Єрусалимі. Після цього, у 25 років, за порадою Дова Кармі відкрив власну архітектурну фірму. Першим самостійним проєктом Ейтана стала у 1956 році центральна автобусна станція Хадери — проста функціональна будівля, виконана в стилі бруталізму з голого бетону.

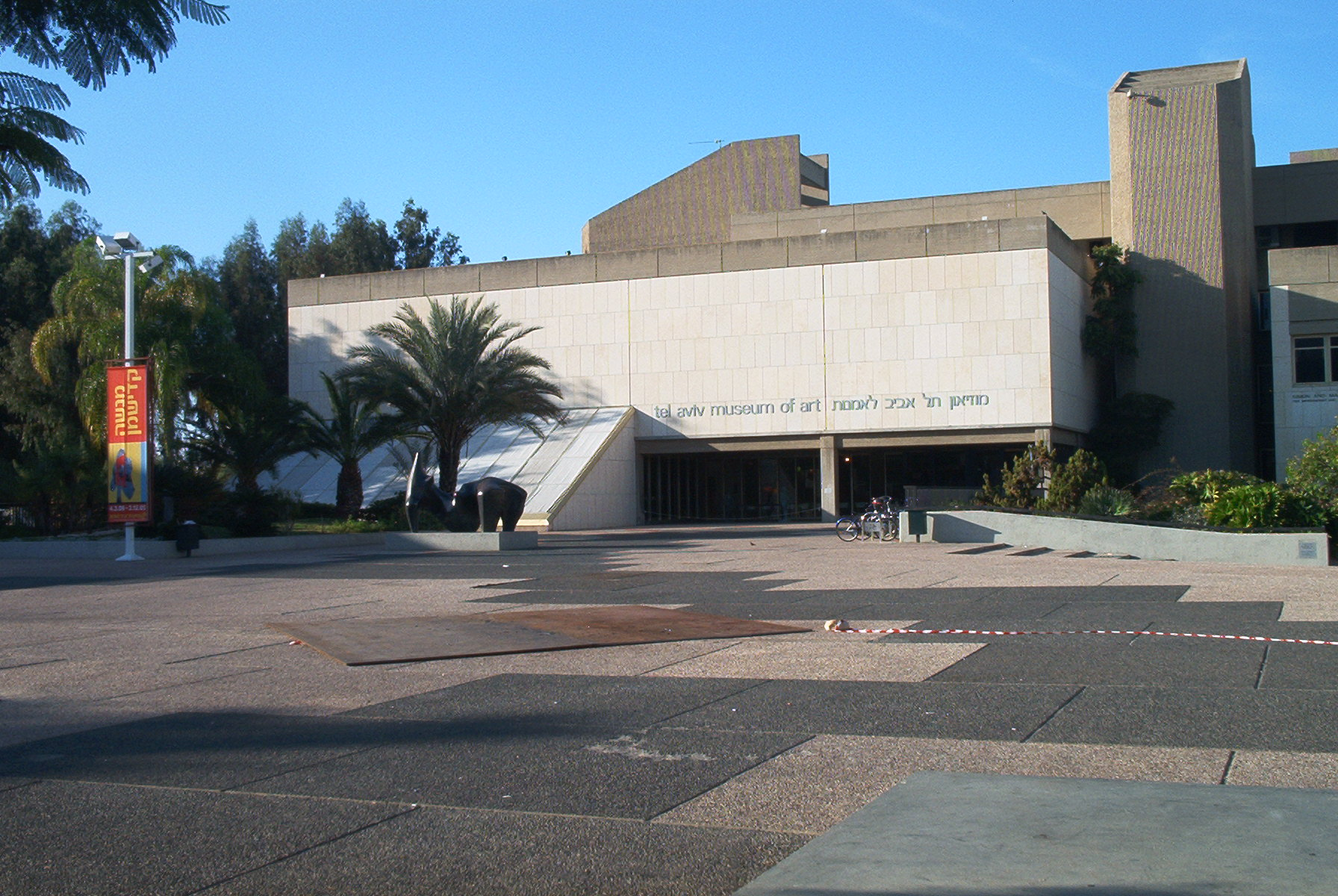
Тель-Авівський музей мистецтв

1957 року, коли міністерство будівництва допустило до планування районів для нових репатріантів приватних компаній, почалася співпраця в цій галузі фірм Ейтана та Іцхака Яшара, і у 1959 році дві контори об'єдналися. У рамках роботи над проєктами житлових районів спланували Ейтан і Яшар, зокрема, квартал в Яффі, з першим в Ізраїлі висотним (14 поверхів) житловим будинком. Спільна фірма проіснувала 6 років, після чого Яшар вирішив працювати далі самостійно. Під час співпраці, у 1964 році, фірма Ейтана та Яшара виграла конкурс на найкращий проєкт Тель-Авівського музею мистецтв, що згодом став упізнаваним символом міста. Іншим спільним проєктом стала цивільна частина комплексу Ядерного центру в Димоні. Проєкт містив будинки адміністрації, науковий центр, житлові осередки, їдальні, поліклініку, бібліотеку та школу. Фасади будівель містечка Ядерного центру, як і у більшості громадських будівель цього періоду, були виконані з незабарвленого бетону.
Ейтан і Яшар продовжували співпрацю і після розпаду спільної фірми. Одним з найбільш знаних подальших спільних проєктів став корпус «Мексика» в Тель-Авівському університеті.
У 1972—1978 роках Ейтану доручили один з наймасштабніших містобудівних проєктів, якими доводилося займатися ізраїльським архітекторам — замовлення на будівництво нового міста в Ірані. Загалом у двох частинах цього міста — Бендер-Аббас і Бендер-Бушехр — спроєктували понад 20 тисяч одиниць житла та всю міську інфраструктуру, зокрема школи, торгові та культурні центри. Міста заселялися сім'ями іранських військових, які служили на базах у Перській затоці. Серед інших містобудівних проєктів Ейтана були майстер-план сучасної Кесарії, в рамках якого спроєктували 13 районів, плани Старого міста Тиверіади, південного заходу Тель-Авіва та центральної частини Єрусалиму. У 1989—1993 роках один із засновників і провідних членів комітету «Ізраїль-2020», який працював над містобудівними планами в державному масштабі.У 1980-і роки розпочав співпрацю з архітектором Арі Гошеном, що тривало понад 30 років. Спільно вони працювали над проєктами висотних офісних будівель у Тель-Авіві, що також стали символами міста. Будинки, збудовані за їхніми проєктами, стали одними з перших в Ізраїлі споруд із фасадами у стилі «Стіна й екран». В Єрусалимі Ейтан також спроєктував низку висотних будівель, що виділяються на тлі міського пейзажу, зокрема вежу «Омрія», «Мігдаль ха-Ір» та центр «Клаль», який довгий час вважався однією з його творчих невдач.
Одночасно з основною роботою викладав на факультеті архітектури та будівництва Техніону, починаючи з 1960 року. З 1966 року — професор, продовжував викладацьку діяльність до 2015 року. З 1964 року входив до журі різних архітектурних конкурсів і комісій з надання почесних звань (зокрема 1980 року голова журі премії імені Ельханані за інтеграцію мистецтва в архітектурі, а 2001 року — голова журі премії імені Каравану за ландшафтний дизайн). Обіймав посаду президента Асоціації архітекторів Ізраїлю.
Був одружений з архітекторкою Рут Лахав-Ріг, з якою в останні роки життя організував спільну архітектурну фірму «Е. Л. Р. архітектори та містобудівники» (івр. א.ל.ר. אדריכלים ומתכנני ערים). Шлюб з Лахав тривав понад 30 років. Помер у січні 2023 року, залишивши по собі чотирьох дітей.

## Визнання
Дан Ейтан — лавреат низки ізраїльських архітектурних премій. У 1967 році отримав премію імені Рокаха за проєкт факультету мистецтв Тель-Авівського університету, у 1972 році — премію імені Рехтера за проєкт Тель-Авівського музею мистецтв. 2013 року отримав звання почесного громадянина Тель-Авіва. 2015 року став лавреатом премії Асоціації архітекторів Ізраїлю за досягнення кар'єри. 2019 року вшанований Державною премією Ізраїлю в галузі архітектури.